# 戒光寺
戒光寺（かいこうじ）は、京都市東山区泉涌寺山内町にある真言宗泉涌寺派の準別格本山の寺院。総本山泉涌寺の塔頭。山号は東山。本尊は釈迦如来。正式名称は戒光律寺。丈六さんとも称される。

## 歴史
鎌倉時代の安貞2年（1228年）、南宋から帰朝した浄業曇照が大宮八条の東堀川の西に戒光寺を創建すると、運慶・湛慶父子の合作である丈六の釈迦如来立像を本尊として迎え、後堀河天皇の勅願所となった。応仁の乱によって堂宇を焼失するが、かろうじて焼け残った釈迦如来像を一条戻橋の東に移し、更に三条川東に移動させた後、正保2年（1645年）に後水尾天皇の発願により現在地に移転し、泉涌寺の塔頭となる。
後陽成天皇女御中和門院は当寺の釈迦如来を篤く信仰した。釈迦如来が後水尾天皇の身代わりになって傷を受けたという伝承もあり、天皇の守護仏として朝野の崇敬が篤く、後には庶民からも「身代わり丈六さん」の名で信仰されている。
毎年1月の第2月曜日（成人の日）に行われる泉山七福神巡りでは二番として弁財天を奉祀する。
墓地には1868年（明治元年）に壬生寺から改葬された御陵衛士伊東甲子太郎以下4名の墓がある。

## 境内
- 本堂
- 庫裏
- 弁財天社 - 祭神：泉山融通弁財天
- 伊東甲子太郎の墓
- 毛内有之助の墓
- 藤堂平助の墓
- 服部武雄の墓
- 山門

## 文化財

### 重要文化財
- 木造釈迦如来立像（丈六釈迦如来） - 木造、彩色、玉眼、鎌倉時代、像高542.4センチメートル[1]
- 木造浄業坐像[2]

## 前後の札所
京都十三仏霊場
2 清凉寺　-　3 戒光寺　-　4 相国寺塔頭大光明寺
泉山七福神巡り
1 泉涌寺塔頭即成院　-　2 戒光寺　-　番外 泉涌寺塔頭新善光寺